# 阿拉貢僱傭兵

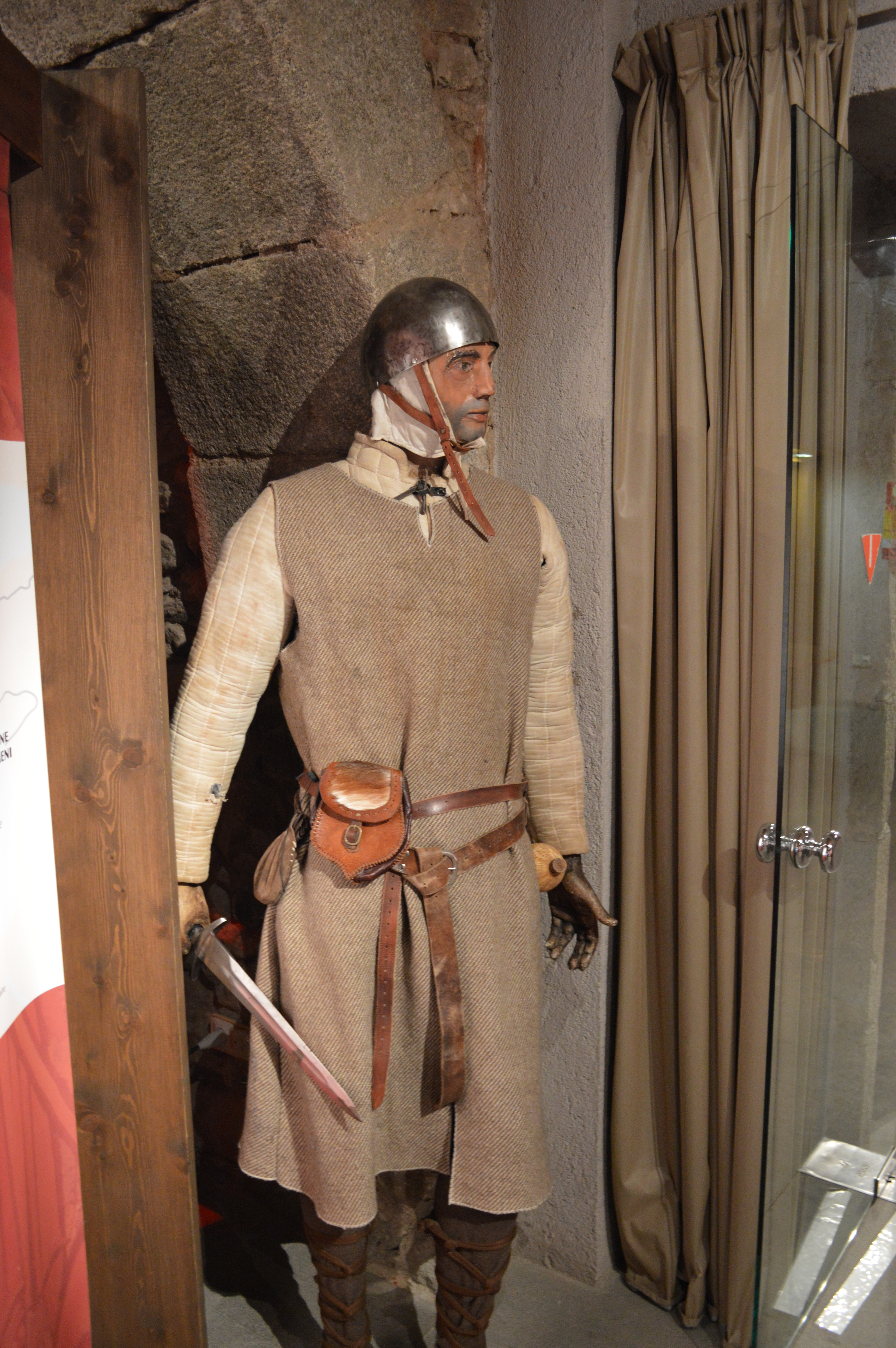
阿拉貢僱傭兵

阿拉貢僱傭兵（西班牙語：almogávares）是歐洲歷史上的一種輕裝步兵，該步兵起源于13世纪至14世纪期間的阿拉贡联合王国。加泰隆尼亞公國、瓦倫西亞王國、卡斯蒂利亞聯合王國和葡萄牙王國都設有阿拉貢僱傭兵。 
阿拉贡雇佣兵是一支轻装简从、快速机动的边疆步兵军团，其成员主要来自阿拉贡王国、加泰罗尼亚公国、瓦伦西亚王国、卡斯蒂利亚联合王国及葡萄牙王国。在卡斯蒂利亚，其建制规范由国王阿方索十世通过七章法典（Siete Partidas）确立。这支部队最初由农民与牧人构成，多来自乡村、林地及边境山区。凭借其适应复杂地形的能力，他们逐渐转型为职业佣兵，活跃于意大利、法兰克人统治区（Frankokratia，即拉丁十字军建立的希腊政权）及黎凡特（地中海东岸）的战场。